# Kingdom (série de televisão sul-coreana)
Kingdom (hangul: 킹덤; rr: Kingdeom) é uma série televisiva sul-coreana de acção e suspense distribuída pela Netflix. É escrita por Kim Eun-hee e dirigida por Kim Seong-hun. É a segunda série coreana original da Netflix. A primeira temporada é composta por seis episódios e prevê-se que será lançada em 25 de janeiro de 2019. A série foi renovada para uma segunda temporada, cuja produção começou em Fevereiro. A segunda temporada estreou em março de 2020.

## Sinopse
A série é definida na época da Dinastia Joseon (1392-1897). Conta a história de um príncipe herdeiro que é enviado numa missão suicida para investigar uma misteriosa praga que tem assolado o país. A verdade ameaça o reino, quando se descobre um misterioso surto de zumbis. A série mistura elementos históricos com elementos de acção e zumbis.

## Episódios
| Temporada | Temporada | Episódios | Episódios | Originalmente lançado |
| --------- | --------- | --------- | --------- | --------------------- |
|           | 1         | 6         | 6         | 25 de janeiro de 2019 |
|           | 2         | 6         | 6         | 13 de março de 2020   |

## Elenco
- Ju Ji-hoon￼￼ como príncipe herdeiro Yi Chang.[11]
- Bae Doona como Seo-bi.[2]
- Ryu Seung-ryong como Jo Hak jo.[12]
- Kim Sang-ho[13]
- Heo Joon-ho[14]
- Jeon Seok-ho[15]
- Chu Hun-yub